# Les Voltes del Vall
Les Voltes del Vall és una obra de Berga protegida com a Bé Cultural d'Interès Local.

## Descripció
Es tracta d'un grup d'edificis els baixos dels quals es troben reculats respecte dels pisos. La part davantera d'aquests pisos està sostinguda per pilars que acaben formant arcades. Són dos arcs per cada edifici. Aquest indret és conegut popularment com les voltes del Vall. El nom del vall se li dona perquè aquesta zona queda avall respecte de les muralles.

## Història
Aquesta zona es a edificar al segle xviii, quan Berga va iniciar la seva expansió fora muralles, en l'indret conegut com el Vall de Baix. L'any 1834, l'Ajuntament va optar per dotar d'un caràcter uniforme a les construccions de la plaça que s'anava formant (actual plaça Viladomat), partint de l'obligatorietat de construir tots els habitatges amb arcades, formant una espècie de porxos. L'any 1894, l'indret esdevingué un dels focus més importants de creixement de la ciutat i es plantejà la necessitat de fer plànols clars i definitius. El 1909, l'arquitecte Emili Porta projectà el primer traçat de la plaça Viladomat. Poc abans, al tombant del segle xx, començà a construir-se algun edifici sense les obligatòries voltes, la qual cosa fa que hagi quedat com una plaça porxada inacabada.